# إبراهيما نداي (لاعب كرة قدم قطري)
إبراهيما نداي (بالفرنسية: Ibrahima N'Diaye)‏ سنغالي الاصل من منطقة دكار) مواليد 11 مارس 1985 لاعب كرة قدم قطري دولي يجيد اللعب في خط الوسط .
لعب سابقاً لأندية أم صلال والريان و الخور والشحانية و عاد إلى أم صلال في عام 2017 و انتقل إلى نادي الشمال في عام 2018 .

## روابط خارجية
- إبراهيما نداي على موقع الاتحاد الدولي (مؤرشف)  (الإنجليزية)
- إبراهيما نداي على موقع قاعدة بيانات كرة القدم.إي يو (الإنجليزية)
- إبراهيما نداي على موقع Soccerway.com (الإنجليزية)